# Kangaba (krets)
Cercle de Kangaba är en krets i Mali.   Den ligger i regionen Koulikoro, i den sydvästra delen av landet, 100 km sydväst om huvudstaden Bamako. Antalet invånare är 100 720. Arean är 5 500 kvadratkilometer.
Terrängen i Cercle de Kangaba är platt söderut, men norrut är den kuperad.